# Slag om Bakoe
De Slag om Bakoe was een confrontatie tussen Azerbeidzjaans-Ottomaanse troepen onder leiding van Nuri Pasja en bolsjewistische, later Brits-Armeense troepen, onder leiding van Lionel Dunsterville. De slag was een overwinning voor de Ottomanen en eindigde de Kaukasusveldtocht in de Eerste Wereldoorlog, maar was het begin van de Armeens-Azerbeidzjaanse Oorlog. 

## Achtergrond
Na de abdicatie van tsaar Nicolaas II als gevolg van de Russische Revolutie in 1917 nam de Russische Voorlopige Regering zijn taken over. Na de machtsgreep van de bolsjewieken werd de wapenstilstand van Erzincan met de Ottomanen gesloten, wat het einde was van de Kaukasusveldtocht. Deserterende Russische soldaten sloten zich bij strijdende partijen aan, aangevuld met Britten. Rusland trok zich terug uit de Eerste Wereldoorlog met de Vrede van Brest-Litovsk en moest in de Kaukasus de provincies Batoemi en Kars afstaan aan de Ottomanen.

## Olie van Bakoe

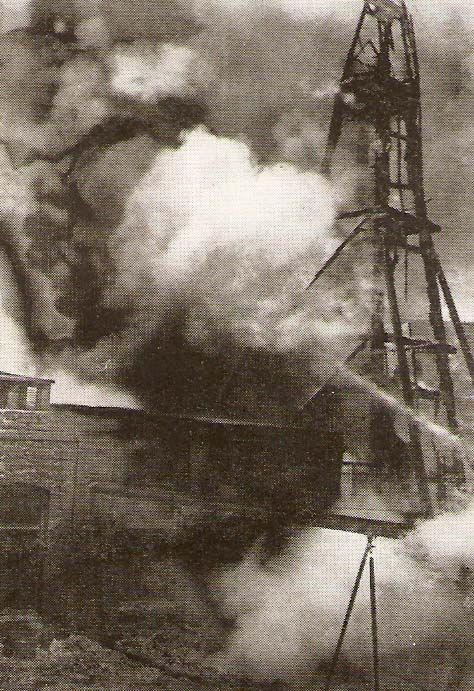
Een olie-installatie wordt getroffen door een Ottomaanse granaat

De Ottomanen hadden meer territoriale ambities in de Kaukasus en wilden de olievelden van Bakoe innemen. Zowel bolsjewistisch Rusland, als daar woonachtige Armenen, geholpen door het Britse expeditiekorps Dunsterfore boden daar weerstand tegen.
Na de verovering van Zuid-Azerbeidzjan trokken de Ottomanen in de zomer van 1918 naar Bakoe. De Sovjets sloten tevergeefs een overeenkomst met het Duitse Rijk, waarin werd afgesproken dat de Duitse Kaukasusexpeditie een Ottomaanse opmars zouden proberen te voorkomen in ruil voor olie. De slag begon op 26 augustus 1918 met gevechten aan de Kaspische kust. De Britten konden deels nog de oliebronnen vernietigen voordat de Ottomanen de stad na hevige gevechten op 15 september 1918 innamen. Na de wapenstilstand van Mudros op 30 oktober, verlieten Ottomaanse troepen de stad.